# Brandven
Het Brandven is een klein ven gelegen in het Belgische dorp Molenbeersel in de provincie Limburg. Onder de lokale bevolking staat dit ven ook bekend onder de naam  De Brand.
Het brandven ligt in een gesloten cirkelvormige depressie in de Vlakte van Bocholt. Vergelijkbare laagtes in de omgeving zijn ontstaan als windkuil of deflatiekom.
Het brandven is gelegen op een hoogte van ongeveer 32 meter (TAW), terwijl de naburige gronden ongeveer 2 meter hoger liggen op een hoogte van 34 meter (TAW).
Door het Brandven loopt de kunstmatig aangelegde waterloop De Brandbeek. Deze waterloop dient om de laagte te ontwateren en snijdt door de noordoosterwal van het ven.
Binnen het gebied staan enkele meetpunten om het grondwater te meten. Het brandven blijkt op basis van peilmetingen mogelijk een combinatie te zijn van een freatisch ven en gedeeltelijk een stuwwaterven.

## Bodem en bodemgebruik
De bodem van het Brandven en het gebied daarrond bestaat voornamelijk uit een natte zandbodem of uit een natte lemige zandbodem. Mogelijk was er vroeger ook veen aanwezig doordat regenwater in het gebied bleef staan.
Het brandven bestaat voornamelijk uit loofbos. Rondom dit bos liggen graslanden en akkers die door de landbouw in gebruik zijn.

## Geschiedenis
De Ferrariskaart toont aan dat grote stukken van het landschap uit moeras en heide bestonden. Mogelijk diende dit gebied als "gemene gronden". De akkers rond het Brandven waren omringd door hagen en daarrond heide. Afhankelijk van het waterpeil werden de venoevers mogelijk begraasd.
Vanaf 1865 werden gemene gronden, waaronder het Brandven, door de Engelse bank "Banque générale pour favoriser l'Agriculture et les Travaux Publics" ontgonnen. Dit ontginnen van gemene gronden vond vaak plaats door het aanleggen van ontwateringsgrachten. Tijdens en na de ontwateringswerken werd het Brandven en het gebied daaromheen bruikbaar voor nieuwe gebruiksmogelijkheden.
Door de ontwateringswerken werden grondstoffen zoals veen en leem makkelijker bereikbaar. Het veen werd in die tijd gebruikt als brandstof, terwijl leem vaak gebruikt werd als bouwmateriaal.
In 1857 werden de inwoners van Molenbeersel opgeroepen om leem te steken in "De Brand" voor de bouw van de nieuwe kerk. Tevens werden molens, woningen en het lokale klooster gebouwd met stenen op basis van leem uit dit gebied.
Om makkelijker te kunnen werken in het gebied, werd jaarlijks de vegetatie platgebrand. Vandaar dus het toponiem "Brand".
Door de ontwateringsgrachten werden grotere delen van het gebied geschikt voor landbouw. Slechts enkele stukken grond bleven te nat voor omvorming tot landbouwgebied, namelijk het Brandven en het nabij gelegen Hoger Koel.
Na de Tweede Wereldoorlog stopte men met de verdere ontginning en het jaarlijkse afbranden van De Brand. Hierdoor verbostten verschillende percelen.